# Allocasuarina tortiramula
Allocasuarina tortiramula là một loài thực vật có hoa trong họ Casuarinaceae. Loài này được E.M.Benn. mô tả khoa học đầu tiên năm 1989.